# میلان ترایکوویچ
میلان ترایکوویچ (صربی: Милан Трајковић؛ زادهٔ ۱۷ مارس ۱۹۹۲) ورزشکار دو و میدانی اهل قبرس است.